# Angelo Calabretta
Angelo Calabretta (Acireale, 22 novembre 1896 – Aci Sant'Antonio, 4 gennaio 1975) è stato un vescovo cattolico italiano.

## Biografia

### Ordinazione episcopale
Laureatosi in teologia, il 16 luglio 1936 fu nominato vescovo di Noto. Consacrato il 24 agosto seguente dal vescovo di Acireale Salvatore Russo, entrò in diocesi il 18 ottobre dello stesso anno.

### Attività
Favorì l'incremento dell'Azione Cattolica e l'istituzione di borse di studio per il seminario, di cui costruì la nuova sede nel sito dell'ex monastero del Santissimo Salvatore. Diede nuovo impulso al culto della Madonna Scala del Paradiso, patrona della diocesi, e di san Corrado Confalonieri, anch'egli patrono della diocesi.

### Monastero del Carmelo
Guidò la fondazione del monastero delle Carmelitane Scalze, autorizzata dalla Santa Sede dopo sua proposta, in data 22 dicembre 1948. Il giorno dell'arrivo delle prime sette monache assieme al padre provinciale del Veneto, il 18 gennaio 1949, diede al nuovo monastero il titolo di "Regina Ecclesiae Netinae", cioè Regina della Chiesa di Noto, che è la Madonna della Scala.

### Comunità dei Canossiani
Con decreto del 7 dicembre 1951 approvò canonicamente l'erezione della terza parrocchia di Pachino dedicata al santo patrono della diocesi, i cui lavori si conclusero nel 1960, e che portò nella diocesi la presenza della congregazione dei Figli della Carità, i padri Canossiani, divenendo una delle 19 comunità della congregazione in Italia.

### Periodico diocesano
Nel 1958 fondò il periodico diocesano "Vita Diocesana", per "collegare e potenziare la vita della diocesi" di Noto.

### Ultimi anni
Nel 1970, per motivi di salute, rinunziò al governo della diocesi; gli fu assegnata la sede titolare di Vergi.
Morì il 4 gennaio 1975 ad Aci Sant'Antonio, dove si era ritirato per trascorrere i suoi ultimi giorni, all'età di 79 anni.

## Genealogia episcopale
La genealogia episcopale è:
- Cardinale Scipione Rebiba
- Cardinale Giulio Antonio Santori
- Cardinale Girolamo Bernerio, O.P.
- Arcivescovo Galeazzo Sanvitale
- Cardinale Ludovico Ludovisi
- Cardinale Luigi Caetani
- Cardinale Ulderico Carpegna
- Cardinale Paluzzo Paluzzi Altieri degli Albertoni
- Papa Benedetto XIII
- Papa Benedetto XIV
- Papa Clemente XIII
- Cardinale Enrico Benedetto Stuart
- Papa Leone XII
- Cardinale Chiarissimo Falconieri Mellini
- Cardinale Camillo Di Pietro
- Vescovo Gerlando Maria Genuardi
- Vescovo Giovanni Battista Arista, C.O.
- Arcivescovo Carmelo Patanè
- Vescovo Salvatore Russo
- Vescovo Angelo Calabretta